# Zimmer Inc.
La Zimmer Inc. , fondata nel 1927 con sede a Warsaw nello stato dell'Indiana, è una multinazionale statunitense leader mondiale nello sviluppo, produzione e commercializzazione di dispositivi per l'ortopedia (protesica ricostruttiva per l'anca, il ginocchio, la spalla ed il gomito) e sistemi di osteosintesi per la colonna e la traumatologia.
È quotata a New York e a Zurigo, con 4,6 miliardi di dollari di fatturato nel 2013 .
Nell'aprile del 2014 Zimmer ha reso pubblico di aver consentito all'acquisto della concorrente Biomet Inc. per 13.35 miliardi di dollari .

## Critiche
Durante la invasione russa dell'Ucraina del 2022, Zimmer Biomet ha continuato a vendere sul mercato russo. Una ricerca della Yale University, aggiornata il 28 aprile 2022, che ha analizzato come le aziende stavano reagendo all'invasione russa, ha identificato Zimmer Biomet come una delle aziende che continuava a operare normalmente in Russia: aziende che non hanno rispettato le richieste di uscita o riduzione delle attività.